# Una Watters
Una Watters, née Una McDonnell le 4 novembre 1918 à Dublin et morte le 20 novembre 1965, est une peintre et bibliothécaire irlandaise. Elle est notamment connue pour sa représentation de l'Épée de Nuada, symbole officiel des 50 ans de l'Insurrection de Pâques 1916. 

## Biographie
Una McDonnell est éduquée dans un couvent de Glasnevin, dans la banlieue de Dublin. Elle entre plus tard au National College of Art and Design, où elle est encouragée par le peintre Maurice MacGonigal (en). Elle travaille en parallèle dans les bibliothèques publiques de Dublin. En mars 1945, elle épouse le poète irlandais Eoghan Ó Tuairisc (en) (Eugene Watters).
En 1949, son œuvre Annunciation est présentée à la Irish Exhibition of Living Art. À partir de 1956, elle expose régulièrement à la Royal Hibernian Academy et rejoint la Société des peintres de Dublin (Society of Dublin Painters), dont les peintres May Guinness, Evie Hone (en), Mainie Jellett ou encore Mary Swanzy ont été membres.
En 1965, elle remporte le prix du Conseil des arts (Arts Council) pour sa représentation de l'Épée de Nuada (en irlandais : Claíomh Solais, en anglais : Sword of Light), qui est choisie comme symbole officiel des 50 ans de l'Insurrection de Pâques 1916. Cependant, Una Watters meurt de la rupture d'un anévrisme intracrânien en novembre 1965 avant même de recevoir sa récompense. Le chèque de 100 £ du Conseil des arts n'arrive en effet que le jour de son enterrement. En 1966, Claíomh Solais d'Una Watters est omniprésente en Irlande et figure sur des documents officiels, des timbres, des pin's et même les transports en commun irlandais.

## Postérité
Un an après sa mort, son époux souhaite lui rendre hommage. Trente-sept de ses peintures à l'huile sont alors exposées à la galerie des peintres de Dublin (Dublin Painters' Gallery). Cependant, après cette exposition de trois semaines, les œuvres d'Una Watters sont offertes à des proches du couple, amis ou famille. L'artiste est alors progressivement oubliée de la mémoire collective,. L'une de ses peintures, The People's Gardens, est toutefois acquise par le Thomas Haverty Trust et donné à la galerie d'art moderne de Dublin.
À la fin des années 2010, des proches du couple Watters partent à la recherche des peintures de l'exposition de 1966, seul catalogue connu du travail d'Una Watters. Une campagne est menée pour retrouver ces œuvres. Elle permet de découvrir des aquarelles oubliées et de remettre l'artiste en lumière. En 2022, Mary Morrissy a été la curatrice d'une rétrospective de l'œuvre de Watters au United Arts Club de Dublin, incluant 20 des 37 peintures montrées en 1966 et ces aquarelles de découverte récente. En juin 2023, sa peinture Girl Going by Trinity in the Rain de 1959 entre à la Galerie nationale d'Irlande. L'année suivante, l'œuvre est mise à l'honneur dans le calendrier 2024 de la Galerie.

## Style
Una Watters utilise à la fois la peinture à l'huile et l'aquarelle.
Si ses premières œuvres sont essentiellement religieuses, son travail évolue vers des scènes plus quotidiennes, représentant des paysages et portraits. Son style est qualifié d'« éclectique » et se rapproche du cubisme à la fin de sa carrière.
Sa signature est « U. Watters » ou « U.W. », généralement en italique et en bas de la peinture.

## Œuvres
Les 37 peintures de l'exposition de 1966 sont les suivantes :
- Madonna of the Ash Tree (1943)
- Dhá Chrann (1943)
- Selfportrait in Green (1943)
- Annunciation (1948/1949)
- Girl in Sand (1950)
- Man Writing (1950)
- Old Woman (1951)
- St. Michael's (1952)
- Fluteplayer (1953)
- The Game of Chess (1955)
- Man Reading (1955)
- Isabella (1956)
- The Red Bridge (1956)
- Silken Thomas in the Tower (1956)
- Blonde in a Blue Chair (1957)
- Woman Sewing (1958)
- Clonmacnoise (1958)
- Girl Going by Trinity in the Rain (1959), exposée à la Galerie nationale d'Irlande[4]
- The Four Masters (1959), exposée à la Phibsborough Public Library où Uma Watters a travaillé[1]
- Cappagh Road (1960)
- Schoolbreak (1960)
- Building Scheme (1961)
- The Pine Wood (1961)
- Colombe (1961)
- Tomás Ó Muircheartaigh (1962)
- To the Sea (1962)
- Brian O'Higgins (1963)
- The People's Garden (1963), exposée à la Hugh Lane Municipal Gallery[3]
- Malahide (1964)
- The Ladies' Committee (1964)
- Wild Apples (1964)
- The Farm (1965)
- E. R. Watters (1965)
- City Bridge (1965)
- Thar an G.P.O. (1965)
- Flowerpiece (1965)
- Harvest (1965)